# Cempaka Putih
Cempaka Putih è un sottodistretto (in indonesiano: kecamatan) di Giacarta Centrale, in Indonesia.

## Suddivisioni
Il distretto è suddiviso in tre villaggi amministrativi (in indonesiano: kelurahan):
- Cempaka Putih Timur (Cempaka Putih Orientale)
- Cempaka Putih Barat (Cempaka Putih Occidentale)
- Rawasari